# وزارة حسن صبري باشا
وزارة حسن صبري باشا هي الوزارة الثانية والخمسون في مصر، صدر المرسوم الملكي بتشكيلها في 27 يونيو 1940.

## أعضاء الحكومة
| الوزارة                | الوزير                                             | تعديلات 2 سبتمبر 1940    | تعديل 21 سبتمبر 1940   |
| ---------------------- | -------------------------------------------------- | ------------------------ | ---------------------- |
| رئيس مجلس الوزراء      | حسن صبري باشا                                      |                          |                        |
| وزير الخارجية          | حسن صبري باشا (إلى جانب منصبه رئيسًا لمجلس الوزراء) |                          |                        |
| وزير الداخلية          | محمود فهمي النقراشي باشا                           | حسن صبري باشا            |                        |
| وزير المالية           | عبد الحميد سليمان باشا                             | محمود فهمي النقراشي باشا | عبد الحميد سليمان باشا |
| وزير العدل             | محمد حلمي عيسى باشا                                |                          |                        |
| وزير الأشغال العمومية  | حسين سري باشا                                      |                          |                        |
| وزير الدفاع الوطني     | محمود فهمي القيسي باشا                             |                          |                        |
| وزير الصحة العمومية    | علي إبراهيم باشا                                   |                          |                        |
| وزير المعارف العمومية  | محمد حسين هيكل باشا                                |                          |                        |
| وزير الأوقاف           | الشيخ مصطفى عبد الرازق بك                          |                          |                        |
| وزير الزراعة           | أحمد عبد الغفار بك                                 |                          |                        |
| وزير المواصلات         | محمود غالب باشا                                    |                          |                        |
| وزير التجارة والصناعة  | إبراهيم عبد الهادي                                 |                          |                        |
| وزير التموين           | صليب سامي بك (منصب مستحدث)                         |                          |                        |
| وزير الشئون الاجتماعية | محمد حافظ رمضان باشا                               |                          |                        |
| وزير دولة              | علي أيوب                                           |                          |                        |
| وزير دولة              | عبد المجيد إبراهيم صالح                            |                          |                        |

## تعديلات
- في 2 سبتمبر 1940 تولى محمود فهمي النقراشي باشا وزارة المالية، وتولى حسن صبري باشا وزارة الداخلية بنفسه.[5][4]
- في 21 سبتمبر 1940 تولى عبد الحميد سليمان باشا وزارة المالية.[5]

## وصلات داخلية
- قائمة رؤساء مجلس وزراء مصر